# Gants Hill
Gants Hill est une zone anglaise située au nord-est de Londres, dans le borough londonien de Redbridge.